# گئورگ گئورگیان (نمایشنامه‌نویس)
گئورگ لوونی گئورگیان (ارمنی: Գևորգ Լևոնի Գևորգյան؛  زادهٔ ۱۵ سپتامبر ۱۹۲۴ - درگذشته تاریخ نامعلوم) نمایش‌نامه‌نویس و بازیگر اهل ارمنستان بود. وی بین سال‌های - تا - میلادی فعالیت می‌کرد.

## زندگی‌نامه
وی در ۱۵ سپتامبر ۱۹۲۴ در ماستارا به دنیا آمد و از دانشگاه دولتی علوم پرورشی خاچاطور آبوویان ارمنستان فارغ‌التحصیل گشت. از سال ۱۹۶۸ عضو اتحادیه نویسندگان اتحاد شوروی بود. همچنین برندهٔ جوایزی همچون هنرمند شایسته ارمنستان شوروی (۱۹۶۷) شده است.